# Haworthia scottii
Haworthia scottii är en grästrädsväxtart som beskrevs av Ingo Breuer. Haworthia scottii ingår i släktet Haworthia och familjen grästrädsväxter. Inga underarter finns listade i Catalogue of Life.